# Pro D2 2018-19
El campeonato de rugby a XV de Francia de segunda división de 2018-2019, más conocido como Pro D2 2018-2019 fue la 19.ª edición del campeonato francés de segunda categoría de rugby union. En este campeonato se enfrentaron dieciséis equipos de Francia. Los equipos compitieron por el ascenso al Top 14, intentado evitar el descenso a Fédérale 1.

## Modo de disputa
El torneo se disputó en formato de todos contra todos en condición de local y de visitante en su fase regular.
Posteriormente se disputó la fase final en la que los primeros seis equipos clasificaron a ella, los ubicados entre el 3° y 6° puesto comenzaron en los cuartos de final, mientras que el 1° y 2° puesto clasificaron a las semifinales.
Los últimos dos equipos al finalizar el torneo descendieron directamente a la tercera división.

## Equipos participantes
| Equipo           | Ciudad             | Estadio                  | Capacidad |
| ---------------- | ------------------ | ------------------------ | --------- |
| CA Brive         | Brive-la-Gaillarde | Stade Amédée-Domenech    | 14 759    |
| Aviron Bayonnais | Bayona             | Stade Jean-Dauger        | 14 042    |
| Aurillac         | Aurillac           | Stade Jean Alric         | 9000      |
| Béziers          | Béziers            | Stade de la Méditerranée | 18 555    |
| Biarritz         | Biarritz           | Parc des Sports Aguiléra | 15 000    |
| Carcassonne      | Carcassonne        | Stade Albert Domec       | 10 000    |
| Colomiers        | Colomiers          | Stade Michel Bendichou   | 11 430    |
| Stade Montois    | Mont-de-Marsan     | Stade Guy Boniface       | 16 800    |
| Montauban        | Montauban          | Stade Sapiac             | 12 600    |
| Nevers           | Nevers             | Stade du Pré Fleuri      | 7500      |
| Oyonnax          | Oyonnax            | Stade Charles-Mathon     | 11 500    |
| Provence         | Aix-en-Provence    | Stade Maurice David      | 6000      |
| Soyaux Angoulême | Angoulême          | Stade Chanzy             | 8000      |
| Vannes           | Vannes             | Stade de la Rabine       | 9500      |
| Bressane         | Bourg-en-Bresse    | Stade Marcel-Verchère    | 11 500    |
| Massy            | Massy              | Stade Jules-Ladoumègue   | 4 500     |

## Clasificación
| Pos. | Equipo           | Encuentros | Encuentros | Encuentros | Encuentros | Tantos | Tantos | Tantos | PB | PB | Puntos |
| Pos. | Equipo           | PJ         | PG         | PE         | PP         | F      | C      | Dif    | BO | BD | Puntos |
| ---- | ---------------- | ---------- | ---------- | ---------- | ---------- | ------ | ------ | ------ | -- | -- | ------ |
| 1    | Brive            | 30         | 19         | 1          | 10         | 816    | 556    | 260    | 6  | 7  | 91     |
| 2    | Oyonnax          | 30         | 17         | 1          | 12         | 811    | 633    | 178    | 10 | 7  | 87     |
| 3    | Bayonne          | 30         | 17         | 1          | 12         | 719    | 537    | 182    | 6  | 7  | 83     |
| 4    | Vannes           | 30         | 17         | 1          | 12         | 671    | 619    | 52     | 3  | 7  | 80     |
| 5    | Stade Montois    | 30         | 16         | 1          | 13         | 681    | 599    | 82     | 6  | 6  | 78     |
| 6    | Nevers           | 30         | 16         | 1          | 13         | 653    | 589    | 64     | 6  | 6  | 78     |
| 7    | Béziers          | 30         | 17         | 1          | 12         | 563    | 602    | -39    | 2  | 2  | 74     |
| 8    | Biarritz         | 30         | 15         | 1          | 14         | 776    | 638    | 138    | 5  | 7  | 74     |
| 9    | Soyaux Angoulême | 30         | 14         | 1          | 15         | 614    | 646    | -32    | 5  | 5  | 68     |
| 10   | Provence         | 30         | 15         | 0          | 15         | 682    | 730    | -48    | 3  | 5  | 68     |
| 11   | Carcassonne      | 30         | 15         | 0          | 16         | 629    | 703    | -74    | 3  | 6  | 65     |
| 12   | Montauban        | 30         | 13         | 1          | 16         | 568    | 678    | -110   | 3  | 7  | 64     |
| 13   | Colomiers        | 30         | 13         | 0          | 17         | 534    | 594    | -60    | 4  | 6  | 61     |
| 14   | Aurillac         | 30         | 13         | 0          | 17         | 552    | 702    | -150   | 3  | 6  | 61     |
| 15   | Bressane         | 30         | 13         | 1          | 16         | 586    | 777    | -191   | 4  | 2  | 60     |
| 16   | Massy            | 30         | 5          | 1          | 24         | 499    | 751    | -252   | 1  | 6  | 29     |

Nota: Se otorgan 4 puntos al equipo que gane un partido, 2 al que empate y 0 al que pierda
Puntos Bonus: 1 punto por convertir 4 tries o más en un partido y 1 al equipo que pierda por no más de 7 tantos de diferencia

## Fase Final

### Cuartos de final
| 11 de mayo de 2019 | Bayonne | 32 - 26 | Nevers |  |  |

| 12 de mayo de 2019 | Vannes | 50 - 10 | Stade Montois |  |  |

### Semifinal
| 18 de mayo de 2019 | Oyonnax | 34 - 38 | Bayonne |  |  |

| 19 de mayo de 2019 | Brive | 40 - 20 | Vannes |  |  |

### Final
| 26 de mayo de 2019 | Bayonne | 21 - 19 | Brive |  |  |

| Bandera de Francia |
| Campeón Bayonne    |
| Primer título      |

### Promoción Ascenso Top 14
| 2 de junio de 2019 | Brive | 28 - 22 | Grenoble |  |  |

- Brive asciende al Top 14 y Grenoble desciende al Pro D2.